# Kateřina Zdvořáková
Kateřina Zdvořáková (* 25. listopadu 1931) byla československá politička zvolená v českých zemích slovenské národnosti a bezpartijní poslankyně Sněmovny lidu Federálního shromáždění za normalizace.

## Biografie
K roku 1976 se profesně uvádí jako skladnice. Ve volbách roku 1976 byla zvolena do Sněmovny lidu (volební obvod č. 67 - Teplice-jih-Louny, Severočeský kraj). Ve Federálním shromáždění setrvala do konce funkčního období, tedy do voleb roku 1981.